# Thorsten Teichert
Thorsten Teichert (* 1963 in Berlin) ist ein deutscher Ökonom und Professor für Betriebswirtschaftslehre (BWL), insbesondere Marketing und Innovation an der Fakultät Wirtschafts- und Sozialwissenschaften der Universität Hamburg.

## Leben
Thorsten Teichert studierte Ingenieurwissenschaften an der Technischen Universität Berlin und erlangte den Abschluss Diplom-Ingenieur. Es folgte ein MBA-Studium am Union College in Schenectady, New York in den Vereinigten Staaten von Amerika (USA).
1993 promovierte Teichert an der Christian-Albrechts-Universität zu Kiel. Das Thema seiner Dissertation lautete Erfolgspotential internationaler F-&-E-Kooperationen. Teichert agierte ferner als Research Fellow an der Fuqua School of Business in Durham (North Carolina) in den USA.
2000 habilitierte er an der WHU – Otto Beisheim School of Management in Koblenz. Als Thema seiner Habilitationsschrift wählte Teichert Nutzenschätzung in Conjoint-Analysen. Theoretische Fundierung und empirische Aussagekraft.
Thorsten Teichert fungiert als Leiter des Arbeitsbereichs Marketing und Innovation am Institut für Marketing und Medien der Universität Hamburg. Ferner hat er einen Lehrauftrag für F&E-Management an der Universität Stuttgart. Teichert ist Direktor des Instituts für Innovationsmanagements an der Universität Bern sowie Ehrenmitglied und Gastprofessor an der University of Technology, Sydney.
Zu seinen Wesentlichen Praxistätigkeiten zählen eine Anstellung als Assistent der Geschäftsführung bei der INPRO GmbH in Berlin. Des Weiteren war Teichert Abteilungsleiter in der Stabsabteilung Unternehmensentwicklung bei der Thyssen Handelsunion AG in Düsseldorf. Er übernimmt fortlaufend forschungsbegleitende Beratungsprojekte im Bereich des Technologie- und Innovationsmanagements, insbesondere zur Patentanalyse und zu Fragen der Neuproduktentwicklung.

## Forschungsschwerpunkte
Seine Wissenschaftlichen Schwerpunkte sind Neuproduktentwicklung und Technologiemarketing, Strategisches Technologie- und F&E-Management, Markterschließung, Internationalisierung und Netzwerke, Theorieprogramme des Innovationsmanagements, insbesondere empirische Forschungsansätze sowie Radikale Innovationen, Zeit- und Diffusionsstrategien.
Zu seinen Anwendungsnahen Schwerpunkten zählen Marktgerechte Neuproduktentwicklung, Organisation von Innovationen und Schnittstellenmanagement, Technologische Wettbewerbsanalysen, z. B. mittels Patentdaten sowie Befragungen zum Konsumentenverhalten.

## Schriften (Auswahl)
- Erfolgspotential internationaler F-&-E-Kooperationen, Deutscher Universitäts-Verlag, Wiesbaden 1994, ISBN 3-8244-0210-6 (Zugleich: Universität Kiel, Dissertation, 1993)
- Nutzenschätzung in Conjoint-Analysen. Theoretische Fundierung und empirische Aussagekraft, Deutscher Universitäts-Verlag / Gabler Verlag, 1. Auflage, Wiesbaden 2001, ISBN 3-8244-9058-7 (Zugleich: Wissenschaftliche Hochschule für Unternehmensführung Koblenz, Habilitationsschrift, 2000)
- Volker Trommsdorff / Thorsten Teichert: Konsumentenverhalten, Kohlhammer Verlag, 8. Auflage, Stuttgart 2011, ISBN 978-3-17-021877-2